# Крапивница
Крапи́вница (лат. urticaria), называемая иногда крапивная лихорадка, крапивная сыпь, уртикария, — кожное заболевание, дерматит преимущественно аллергического происхождения, характеризующееся быстрым появлением сильно зудящих, плоско приподнятых бледно-розовых волдырей (лат. urtica), сходных по виду с волдырями от ожога крапивой.
Согласно современному определению, крапивница — это группа заболеваний, характеризующаяся развитием зудящих волдырей и / или ангиоотёков.
Крапивница может быть самостоятельной (обычно аллергической) реакцией на какой-либо раздражитель либо является одним из проявлений какого-либо заболевания.
Состояния, при которых волдыри являются симптомом, к крапивнице не относятся. Среди них: кожные тесты, аутовоспалительные синдромы (заболевания, вызванные мутациями в протеин-кодирующих генах, играющих ведущую роль в регуляции воспалительного ответа), анафилаксии.

## Клинические формы
Различают острую и хроническую формы крапивницы. Характерные черты острой спонтанной крапивницы: развитие волдырей и / или ангиоотёков в период менее 6 недель. Для хронической крапивницы характерно развитие спонтанных или индуцированных зудящих волдырей с ангиоотёками или без них сроком более 6 недель. В некоторых случаях единственным симптомом выступает ангиоотёк.
Хроническая крапивница делится на спонтанную и индуцируемую. Причиной развития спонтанной (идиопатической) хронической крапивницы являются неизвестные внешние факторы, в то время как индуцируемая крапивница развивается при воздействии определённых внешних физических стимулов (холод, тепло, вибрация, давление и т. д.).
Классификация хронической крапивницы
| Хроническая спонтанная (идиопатическая) крапивница                                                             | Индуцируемая крапивница |
| --- | --- |
| Появление волдырей и / или ангиоотёков в период от 6 недель и более вследствие известных и неизвестных причин; | Физическая крапивница: Симптоматический дермографизм (дермографическая крапивница); Индуцируемая холодом; Крапивница от давления (замедленная крапивница от давления); Солнечная крапивница; Индуцируемая теплом; Вибрационный ангиоотёк. Другие формы: Холинергическая крапивница; Аквагенная крапивница; Контактная крапивница. |

У одного пациента может быть от двух и более разных форм крапивницы.
Замедленная крапивница от давления представляет собой отёк в месте давления, который развивается в течение нескольких часов после воздействия индуцирующего фактора. У пациентов с хронической крапивницей возможно развитие изолированных отёков без волдырей.
Ранее к крапивнице были также отнесены следующие заболевания и синдромы, включающие крапивницу или ангиоотёк в качестве одного из симптомов.
- Пигментная крапивница (мастоцитоз);
- Уртикарный васкулит;
- Семейная холодовая крапивница;
- Негистаминэргический ангиоотёк (например, наследственный ангионевротический отёк);
- Анафилаксия, индуцируемая физической нагрузкой;
- Криопирин-ассоциированные синдромы (САР):
  - Семейный холодовой аутовоспалительный синдром;
  - Синдром Макла-Уэллса (крапивница-глухота-амилоидоз);
  - Неонатальные мультисистемные воспалительные заболевания (NOMID);
- Синдром Шницлера — моноклональная гаммапатия, рецидивирующая лихорадка, артриты, боли в мышцах и костях, лимфаденопатия, гепатоспленомегалия, рецидивирующая крапивница, реже — ангиоотёк;
- Синдром Глейча (эпизодический ангиоотёк с эозинофилией) — IgM гаммапатия, эозинофилия, миалгия, ангиоотёк.

В настоящее время эти заболевания рассматриваются отдельно и не относятся к крапивнице.

## Эпидемиология
Крапивница — очень распространённое заболевание. Различные её клинические варианты диагностируются у 15−25 % людей в популяции. Примерно каждый третий человек перенёс крапивницу в течение жизни хотя бы один раз. Четверть всех случаев крапивницы приходится на хроническую крапивницу. Взрослые болеют чаще, чем дети.
На долю хронической спонтанной (идиопатической) крапивницы приходятся две трети случаев хронической крапивницы. Пик встречаемости данной формы приходится на возраст от 20 до 40 лет. Женщины подвержены данному заболеванию в 2 раза чаще, чем мужчины, что может быть связано с особенностями их нейроэндокринной системы. Клинические наблюдения свидетельствуют о сочетании хронической спонтанной и индуцированной форм крапивницы, которое встречается в 13,9 % случаев.
У взрослых продолжительность заболевания составляет в среднем от 3 до 5 лет, а каждый пятый пациент с хронической крапивницей отмечает появление волдырей на протяжении более длительного периода (до 20 лет). Ангиоотёк регистрируется у каждого второго больного крапивницей.
Одна из основных особенностей хронической спонтанной крапивницы — влияние её симптомов (зуд, высыпания, ангиоотёки) на качество жизни. Данное влияние сопоставимо с псориазом или ишемической болезнью сердца, что делает проблему хронической крапивницы чрезвычайно актуальной.

## Этиология
Ведущим механизмом развития крапивницы является реагиновый механизм повреждения. В качестве аллергена чаще выступают лекарственные препараты (антибиотики, рентгено-контрастные вещества и др.), сыворотки, гамма-глобулины, бактериальные полисахариды, пищевые продукты, инсектные аллергены. Второй тип механизмов повреждения может включаться при переливании крови. Иммунокомплексный механизм может включаться при введении ряда лекарственных препаратов, антитоксических сывороток и гамма-глобулина.
Псевдоаллергическая крапивница является следствием воздействия либераторов гистамина, активаторов системы комплемента или калликреин-кининовой системы (лекарственные препараты, физические факторы, пищевые продукты, содержащие ксенобиотики).
Согласно данным систематического обзора, паразиты являются достаточно редкой причиной хронической крапивницы. Авторы обзора высказываются против пробного противопаразитарного лечения у больных хронической крапивницей при отсутствии лабораторного и анамнестического подтверждения инфекции.
Для объяснения причин развития хронической спонтанной крапивницы эксперты выдвигают концепцию аутоиммунной крапивницы. Так у 45 % пациентов с хронической спонтанной крапивницей выявляются аутоантитела классов IgG и IgE. IgG аутоантитела к иммуноглобулину Е (IgE) определяются у 5−10 % пациентов и в 35−40 % — IgG аутоантитела к высокоафинному рецептору IgE (FcεRI) на тучных клетках. Эти аутоантитела могут связывать FcεRI на тучных клетках и базофилах и приводить к их активации.
Также у пациентов с хронической спонтанной крапивницей часто выявляются антитела класса IgE к аутоаллергенам (от 33−52 %) — тиреопероксидазе, двуспиральной ДНК.
По данным исследования Schmetzer О. и соавторов, у пациентов с хронической спонтанной крапивницей выявляются антитела класса IgE к более 200 аутоантигенам. Причём у 80 % обследованных пациентов с хронической спонтанной крапивницей выявлялись ауто-IgE антитела к ИЛ-24.
У 55 % пациентов предполагается идиопатический механизм развития хронической спонтанной крапивницы, поскольку причину так и не удаётся выявить. Возможно, что у таких пациентов причиной являются другие, ещё неизвестные исследователям, аутоантигены.

## Патогенез
Тучные клетки являются ключевыми клетками в патогенезе крапивницы.
Основным медиатором, вызывающим развитие крапивницы, является гистамин, который образуется и накапливается в тучных клетках (мастоцитах). Дегрануляция тучных клеток и выброс гистамина в окружающие ткани и кровь могут быть обусловлены как иммунными, так и неиммунными механизмами (в том числе физическими и химическими).
Высокоафинные рецепторы к IgE на тучных клетках (FcεRI) играют ключевую роль в активации тучных клеток и в патофизиологии хронической крапивницы.
Общим патогенетическим звеном для всех клинических разновидностей крапивницы является повышенная проницаемость сосудов микроциркуляторного русла и острое развитие отёка вокруг этих сосудов, сенсорные нервные окончания активируются, и, как результат, возникает гиперемия, волдыри и кожный зуд.

## Оценка активности крапивницы
Для оценки выраженности симптомов при хронической спонтанной крапивнице используется простая балльная система — UAS7 (Urticaria Activity Score 7), или Индекс активности крапивницы за 7 дней.
UAS7 предполагает суммарную оценку основных симптомов заболевания самим пациентом каждые 24 часа за 7 последовательных дней. Каждый симптом оценивается в баллах от 0 до 3. Сумма баллов за сутки — от 0 до 6, за неделю (максимальное количество — 42 балла).
| Балл | Волдыри (степень проявлений)                                       | Зуд (степень проявлений)                                                               |
| ---- | ------------------------------------------------------------------ | -------------------------------------------------------------------------------------- |
| 0    | Нет                                                                | Нет                                                                                    |
| 1    | Лёгкая (< 20 волдырей / 24 ч)                                      | Лёгкая (присутствует, но не причиняет беспокойства)                                    |
| 2    | Средняя (20−50 волдырей / 24 ч)                                    | Средняя (беспокоит, но не влияет на дневную активность и сон)                          |
| 3    | Интенсивная (> 50 волдырей / 24 ч или большие сливающиеся волдыри) | Интенсивная (тяжёлый зуд, достаточно беспокоящий, нарушающий дневную активность и сон) |

Сумма баллов активности крапивницы за 7 дней может отражать тяжесть болезни:
Отсутствие волдырей и зуда (0 баллов), хорошо контролируемое заболевание (1−6 баллов), лёгкое течение (7−15 баллов), средней тяжести (16−27 баллов), тяжёлое течение (28−42 балла). Данный индекс также позволяет объективно оценить индивидуальный ответ на назначенную врачом терапию.

## Оценка контроля крапивницы
Тест контроля крапивницы (Urticaria Control Test) используется для оценки контроля болезни за последние 4 недели у пациентов с хронической спонтанной и индуцированной крапивницей. Требуется ответить на 4 вопроса, касающиеся контроля симптомов болезни, влияние на качество жизни, эффективности лечения, общего контроля заболевания.
Каждый ответ на вопрос оценивается в баллах от 0 до 4. Максимальная сумма баллов при ответах на вопросы — 16 демонстрирует полный контроль болезни. Пороговое значение 12 баллов. UCT ≤ 11 баллов свидетельствует о неконтролируемом течении хронической крапивницы.

## Лечение
Достижение полного контроля симптомов — основная цель терапии крапивницы.
Лечение всегда начинается с возможного устранения причин и триггеров, исключаются подозреваемые лекарственные препараты (ингибиторы АПФ, нестероидные противовоспалительные препараты). Рекомендуется избегать стрессов и условий перегревания или переохлаждения (особенно при тяжёлой индуцируемой крапивнице).
Также больным крапивницей назначают диету, исключающую причинно-значимые аллергены и гистаминолибераторы. Диета рассматривается как диагностическое, так и лечебное мероприятие. При устранении из пищевого рациона выявленных аллергенов улучшение наступает через 24−48 часов. В случае псевдоаллергической реакции улучшение на фоне гипоаллергенной диеты наступает через 3 недели.
В целом медикаментозное лечение крапивницы является симптоматическим. Лицам с хронической крапивницей могут понадобиться другие лекарства в дополнение к антигистаминным препаратам, чтобы контролировать симптомы. Назначаются энтеросорбенты. Пациенты, у которых крапивница сопровождается отёком Квинке (ангиоотёк), требуют экстренного лечения с внутривенным введением эпинефрина, преднизолона и ингаляцией кислорода.
Использование фармакологического лечения при хронической крапивнице подразумевает ступенчатый подход. В согласительном документе EAACI/GA2 LEN/EDF/WAO по диагностике и терапии крапивницы, пересмотр 2016 года, предложен алгоритм терапии, состоящий из 4 ступеней. К препаратам первой ступени относятся неседативные Н1-антигистаминные препараты (АГП) второго поколения в стандартных суточных дозах. Если на фоне лечения симптомы сохраняются или становятся более выраженными, возможно увеличение дозы Н1-АГП второго поколения в 4 раза. Омализумаб — моноклональные анти-IgE антитела, относится к терапии третьей ступени. На четвёртой ступени врачом может быть назначен циклоспорин А.
Особенность течения хронической крапивницы — развитие спонтанной ремиссии заболевания, что наблюдается в 50 % клинических случаев. Ремиссия может сохраняться в течение 1 года.

### Антигистаминные препараты
Антигистаминные препараты, которые блокируют H1-рецепторы гистамина, являются первой линией терапии. Антигистаминные препараты первого поколения, такие как дифенгидрамин или гидроксизин, блокируют как центральные, так и периферические рецепторы Н1, потому могут быть очень седативными. Антигистаминные препараты второго поколения, такие как левоцетиризин (Алерзин), цетиризин или дезлоратадин, избирательно блокируют только периферические рецепторы H1 и, следовательно, являются менее седативными, менее антихолинергическими и вообще более предпочтительными, чем антигистаминные препараты первого поколения. Чтобы получить максимальный терапевтический эффект, важно принимать антигистаминные препараты постоянно, а не только в случае обострений. Те пациенты, которые не реагируют на максимальные дозы H1-антигистаминных препаратов, могут получать Н2-антигистаминные препараты. Однако не все комбинации являются полезными. Исследования показали лучший эффект от комбинаций гидроксизина с циметидином, но не от комбинаций цетиризина и циметидина. С позиции современных клинических рекомендации такой терапевтический подход, как комбинирование H1-АГП и Н2-АГП, имеет доказательство низкого качества и может быть обоснованно использован только в качестве альтернативной терапии.

### Моноклональные анти-IgE антитела
Омализумаб представляет собой гуманизированные моноклональные антитела, селективно связывающие свободный IgE и препятствующие связыванию IgE с высокоафинными рецепторами тучных клеток. Омализумаб не связывает IgE на поверхности клеток, что не приводит к активации тучных клеток и базофилов.
В 2014 году одобрен FDA для пациентов, страдающих хронической идиопатической (спонтанной) крапивницей, в возрасте 12 лет и старше. Применяется в случаях, когда антигистаминные препараты неэффективны.
По данным клинических и наблюдательных исследований при применении омализумаба отмечается снижение зуда, высыпаний, увеличение количества дней без ангиоотёков, улучшение качества жизни. Омализумаб включён в современный алгоритм терапии хронической крапивницы. Лечение данным препаратом должно проводиться под контролем врача специалиста (аллерголога или дерматолога).
В 2024 г. дупилумаб был одобрен в Японии для лечения хронической спонтанной крапивницы.

### Системные стероиды
Оральные (то есть принимающиеся через рот) глюкокортикоиды являются эффективными в борьбе с симптомами хронической крапивницы, однако они имеют обширный список побочных эффектов, таких как подавление функции надпочечников, увеличение массы тела, остеопороз, гипергликемия и т. д.. Таким образом, их использование должно быть ограничено до нескольких недель.
Кроме того, одно исследование показало, что системные глюкокортикоиды в сочетании с антигистаминными препаратами не ускоряют купирование симптомов по сравнению с применением только антигистаминных препаратов.

### Антагонисты лейкотриеновых рецепторов
Лейкотриены высвобождаются из тучных клеток вместе с гистамином. Такие препараты, как монтелукаст и зафирлукаст, блокируют рецепторы лейкотриена и могут быть использованы в качестве дополнения к лечению или применяться в качестве отдельного метода для пациентов с крапивницей. Важно отметить, что эти препараты могут быть более полезными для тех пациентов, у которых крапивница была индуцирована приёмом нестероидных противовоспалительных препаратов.

### Другие препараты
Другие варианты лечения сложных случаев хронической крапивницы включают противовоспалительные препараты, омализумаб и иммунодепрессанты.
Противовоспалительные препараты: дапсон, сульфасалазин и гидроксихлорохин.
Дапсон подавляет развитие герпетиформного дерматита предположительно вследствие способности ингибировать ферменты или проявлять окисляющие свойства либо в результате иммунотропного (иммуносупрессивного) эффекта. Он применяется в терапии рефрактерных случаев крапивницы и противопоказан пациентам с тяжёлой анемией, дефицитом глюкозо-6-фосфатдегидрогеназы или метгемоглобинредуктазы.
Сульфасалазин, производное 5-аминосалициловой кислоты, как полагают, влияет на высвобождение аденозина и ингибирует дегрануляцию тучных клеток, опосредованную иммуноглобулином E. Сульфасалазин — это хороший вариант для людей с анемией, которые не могут принимать дапсон.
Гидроксихлорохин — это противомалярийное средство, которое подавляет Т-лимфоциты. Он дешёвый, но требует более длительной терапии, чем дапсон или сульфасалазин.
Иммунодепрессанты используются как последняя линия терапии, их применение откладывают для тяжёлых случаев из-за их потенциально серьёзных побочных эффектов. В перечень иммунодепрессантов, используемых для лечения крапивницы, включают циклоспорин, такролимус, сиролимус и микофенолата мофетил.
Ингибиторы кальциневрина, такие как циклоспорин и такролимус, подавляют реакцию тучных клеток и ингибируют Т-клеточную активность. Некоторые эксперты рекомендуют их для лечения резистентных форм крапивницы. На сегодняшний день единственным препаратом, внесённым в современный алгоритм терапии пациентов с хронической крапивницей, является циклоспорин. Циклоспорин А может быть рассмотрен лечащим врачом к применению на четвёртой ступени терапии хронической крапивницы в случае неэффективности омализумаба. Назначение препарата требует постоянного контроля функции печени, почек, артериального давления. Не рекомендуется длительная терапия циклоспорином А (более 3 месяцев).
Применение сиролимуса и микофенолата мофетила для лечения хронической крапивницы основано на меньшем количестве данных, но отчёты показывают их эффективность.
Хроническая крапивница, трудно поддающаяся лечению, может привести к значительной потере трудоспособности.